# Ducati 800 Monster
La Ducati 800 Monster est une moto construite par Ducati.
Conçue pour satisfaire aux nouvelles normes anti-pollution, la M800 apparaît en 2003. Son moteur, comme celui de la 800 SS, est le fruit d'un mélange entre un 750 (bas moteur) et un 900 (culasses), le tout dans un cadre de 916 S4. Il développe 73 chevaux.

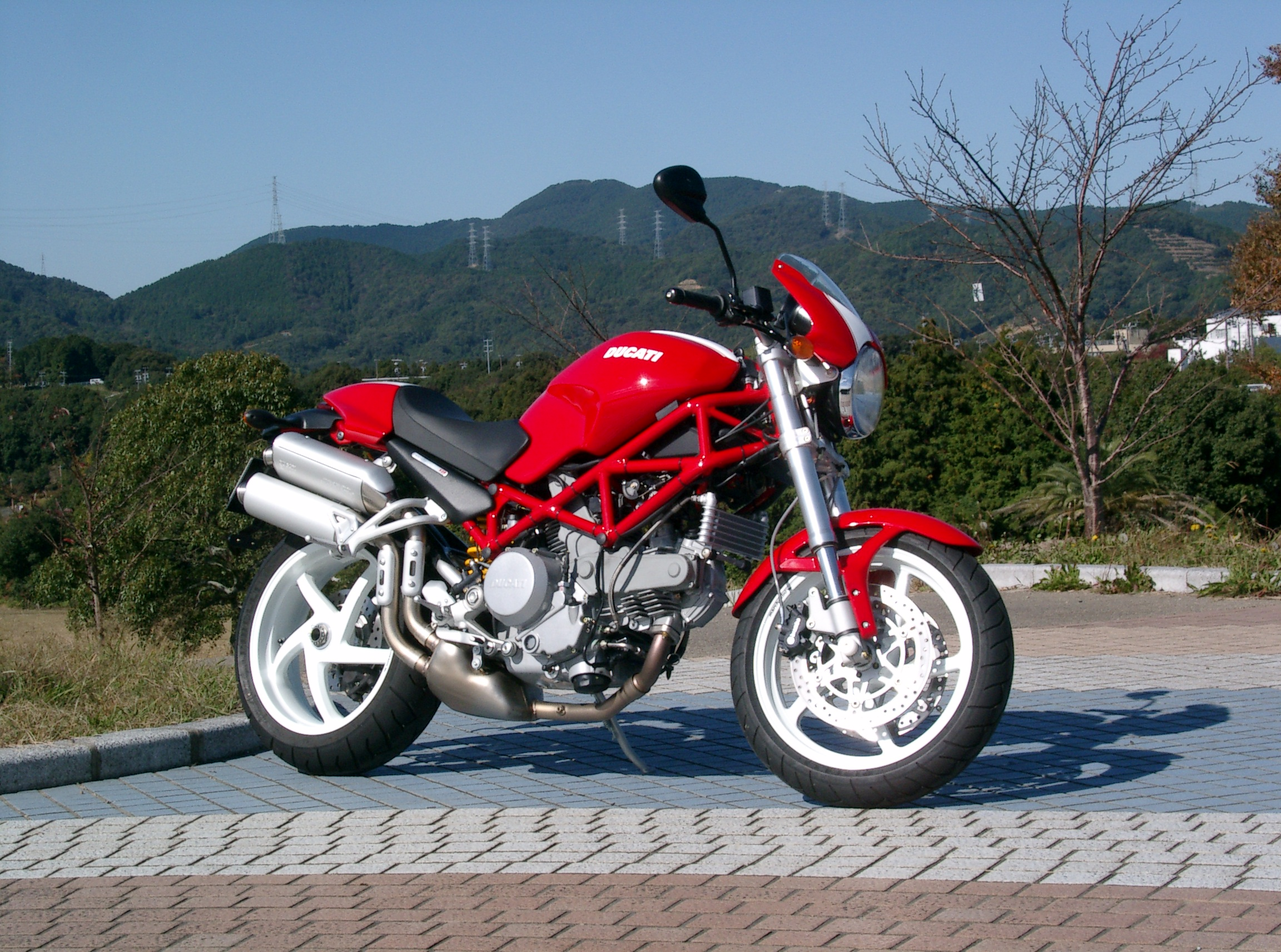
M800 S2R standard

- 2005 :

M800 S2R : Tandis que la version standard tire sa révérence, la Monster 800 S2R la remplace, reprenant le look de la grande sœur S4R, avec les deux échappements superposés du côté droit laissant apparaître le monobras.
M800 S2R Dark : Version moins onéreuse de la S2R, uniquement disponible en coloris noir ou gris.